# Caroline Caron
Pour les articles homonymes, voir Caron.
 (janvier 2019).
Caroline dite « Caro » Caron est peintre, bédéiste, illustratrice et sculptrice, née en 1971 à Saint-Hubert (Longueuil). Elle s’adonne également aux arts du maquillage et de la peinture corporelle, et gravite fréquemment autour de l’art du cirque. Figure de la scène underground montréalaise, son œuvre en bande dessinée la place plus particulièrement au sein de la Montreal comix scene.

## Biographie
Cette artiste multidisciplinaire commence un diplôme d'études collégiales en arts au Cégep du Vieux Montréal, avant de choisir de poursuivre sa formation en autodidacte. Parmi ses premières influences, il faut compter sur la revue Mainmise, pour les bandes dessinées de Robert Crumb et Marcel Gotlib. Plus tard, ce seront Jean Dubuffet, Niki de Saint Phalle, l’art brut et l’œuvre de son ami Henriette Valium.
Elle affirme vouloir dépeindre, exprimer et décortiquer ses fantasmes et observations, qu’elle décrit comme dérisoires, tordus, subversifs ou oniriques, et ce, par tous les mediums possibles. Son style se caractérise par ses couleurs criardes, ses tonalités carnavalesques et caricaturales, ses personnages déjantés et dépravés, ainsi que, à l’image de la Montreal comix scene, par la saturation graphique des espaces.
Son travail en bande dessinée essaime au sein de la dimension fanzine depuis le milieu des années 1990. En 2011, est paru son premier album professionnel, Qui est Ana Mendieta ?, sur un scénario de Christine Redfern, une relecture féministe de la biographie de cette peintre d’avant-garde d’origine cubaine. L’album est publié simultanément en français et en anglais. Il remporte The Amelia Bloomer Book List, en 2012.
Son travail pictural a été exposé à Montréal (Galerie Yves Laroche, Maison de la culture Rivière-des-Prairies, etc.), Ottawa (Galerie 101) et Toronto, à La Nouvelle-Orléans, en France et en Thaïlande. Elle a également participé à diverses expositions collectives, manifestations artistiques, murales et installations, s’impliquant notamment dans l’évènement Nuit blanche sur tableau noir, les productions Carmagnole, Dissident Art, le Café campus, la Taverne du Cheval blanc ou le collectif En masse.

## Publications

### Bande dessinée
- Awaye dzigidzine, avec Richard Suicide, Kontact, 1996.
- King can comix, no 1, avec Dominique Pétrin (Dominique Galarneau), auto-édité, 1998.
- Katshup (2 numéros), avec Julien Bakvis, auto-édité.
- Qui est Ana Mendieta ?, sc. de Christine Redfern, Éd. du Remue-Ménage, 2011.
- Who is Ana Mendieta ?, sc. de Christine Redfern, Feminist Press, 2011.

#### Collectifs
- « Gimme 9 lives, baby » dans Cyclope, t.1, Zone convective, 2000.
- Ferraille international, Hors série nº1 : Montréal, île secrète de la BD, Les Requins Marteaux, 2000.
- Cyclope, t.2 : L’enfance du cyclope, Zone convective, 2002.
- Mac Tin Tac, Conundrum Press, 2004.

Et des apparitions dans les fanzines Mr Swiz, Fish Piss, etc.

### Illustration
- Un chien de ma chienne, Isabelle Mandalian, Les 400 coups, coll. « Coups de tête », 2010.
- La conspiration dépressionniste, no 8, Moult éditions, 2011
- Hôpital Brut : El ultimo grito (collectif), Le Dernier Cri, 2011
- Who is Ana Mendieta?, The Feminist Press, 2011

Et aussi pour : Montreal Mirror, Bang bang, Jérémi Mourand, etc.